# Aalmolche
Die Aalmolche (Amphiuma), auch Fischmolche genannt, bilden die einzige Gattung der Familie Amphiumidae. Sie sind ausschließlich im Wasser lebende, teilweise bis über einen Meter lange, urtümliche Schwanzlurche küstennaher Sümpfe und Tümpel im Süden und Südosten der USA.

## Merkmale
Aalmolche haben einen gestreckten, walzenförmigen (aalartigen) Körper, einen spitzen Kopf mit lidlosen, kleinen Augen und reduzierte, nur wenige Millimeter lange Gliedmaßen mit ein bis drei Zehen und teilweise nur einem Finger. Diese können bei großen Exemplaren von 1 m Länge ca. 2–3 cm groß sein. Nach deren Anzahl werden drei Arten beschrieben, deren Lebensweisen völlig gleich sind. Die Färbung ist gleichmäßig graubraun oder auf der Oberseite schiefergrau und auf der Bauchseite hellgrau. Die Wirbelsäule besteht aus 63 amphicoelen Wirbeln, d. h. mit an beiden Enden eingewölbten Wirbelkörpern, von denen nur die vorderen Rippen aufweisen. Sie besitzen Lungen mit einer sehr langen Luftröhre, aber auch vier Kiemenbögen mit je einem Kiemenloch an beiden Seiten des Kopfes. Aalmolche weisen die größten roten Blutkörperchen innerhalb der Wirbeltiere auf.
Je nach Art wird eine Gesamtlänge von 30 bis zu 115 Zentimetern erreicht. Die größten Exemplare können bis zu 1,25 Kilogramm schwer werden.

## Verbreitung
Aalmolche findet man in wärmeren, ruhigen und verkrauteten Gewässern der südöstlichen, in der Nähe des Golfes von Mexiko gelegenen Küstenebenen der USA sowie in der Mississippi-Niederung nördlich bis zum Missouri River. Ihr Verbreitungsgebiet überschneidet sich mit dem der Armmolche.

## Lebensweise
Die Tiere sind nachtaktiv; tagsüber halten sie sich zwischen Wasserpflanzen und anderen Unterschlüpfen im Gewässer versteckt, die sie immer wieder aufsuchen. Nachts kommen sie hervor und suchen am Grund nach Wasserinsekten, Würmern, kleinen Fischen, Schlangen, Fröschen, Weichtieren und Krebstieren. Selbst kleinere Artgenossen werden gejagt. Nach der Art der Aale schwimmen sie gewandt im Wasser und wühlen sich auch gern im Schlamm ein. Bei Regenwetter und Hochwasser verlassen sie gelegentlich das Wohngewässer und bewegen sich kriechenderweise auf nassen Wiesen umher. Sie sind sehr bissig und werden von der Bevölkerung oft fälschlicherweise für giftig gehalten.
Aalmolche werden teilweise gegessen und man fängt sie im flachen Wasser mit Streichnetzen oder einfach mit der Hand und rauen, harten und hohen Handschuhen. Wenn die Tiere gefangen gehalten werden, passen sie sich schnell dieser Lebensweise an und gewöhnen sich auch daran, am Tag Nahrung aus der Hand des Pflegers zu sich zu nehmen. Dennoch werden sie selten als Haustiere gehalten. Zu ihren natürlichen, im gleichen Lebensraum auftretenden Feinden gehören zwei Schlangenarten, die Regenbogen-Schlammnatter und die Schlammnatter.

## Fortpflanzung
Zur Paarungszeit zwischen Januar und Mai werben mehrere Weibchen um die Gunst eines Männchens. Schließlich umschlingen sich die Partner, und das Männchen überträgt – anders als bei den übrigen Schwanzlurchen – die Spermatophore direkt in die Kloake des Weibchens. Das Weibchen rollt sich später an Land, um mehrere hundert Eier in zwei Schnüren an feuchten Stellen abzulegen und dieses „Nest“ etwa 5 Monate zu „bebrüten“ beziehungsweise zu bewachen. Die mit Kiemen und Gliedmaßen schlüpfenden, vier bis sechs Zentimeter langen Larven werden schließlich durch Regenfälle oder steigende Wasserstände ins Gewässer gespült. 4 Monate später im Vorfrühling setzt die Umwandlung der Larve ein, bei der die äußeren Kiemen verschwinden und die Lunge ihre Funktion aufnimmt. Allerdings bleiben vier Kiemenbögen und ein Kiemenloch erhalten. Dieses liegt zwischen dem 3. und 4. Kiemenbogen. Ihre Entwicklung beinhaltet also eine unvollständige Metamorphose (partielle Neotenie) im Gegensatz zum Axolotl oder anderen Wassermolchlarven.

## Taxonomie
- Gattung Aalmolche, Amphiuma Garden, 1821
  - Art Zweizehen-Aalmolch, Amphiuma means Garden, 1821
  - Art Einzehen-Aalmolch, Amphiuma pholeter Neill, 1964
  - Art Dreizehen-Aalmolch, Amphiuma tridactylum Cuvier, 1827

| Siehe auch: Systematik der Amphibien, mit Referenzen für die hier gebräuchliche Taxonomie der Amphibien. Ferner Informationen zu einem völlig neuen, phylogenetisch basierten Systematik-Modell. |